# Pino Camilleri
Pino Camilleri (Naro, 20 settembre 1918 – Naro, 28 giugno 1946) è stato un politico italiano, sindaco socialista di Naro (AG) ucciso dalla mafia.

## Biografia
Il 28 giugno 1946, a soli 27 anni, già riconosciuto come capo contadino in una vasta zona a cavallo tra le province di Caltanissetta e Agrigento, fu colpito dalla lupara mentre cavalcava da Riesi (CL) verso il feudo Deliella, aspramente conteso tra gabelloti e contadini.